# Ольгино (платформа, Горьковское направление МЖД)
О́льгино — остановочный пункт Горьковского направления Московской железной дороги в составе линии МЦД-4, расположенный в микрорайоне Керамик городского округа Балашиха.

## История
Упоминание об остановочном пункте появлялось ещё в 2020 году на карте будущего МЦД-4, опубликованной в официальных соцсетях Сергея Собянина. В мае, а затем июле 2021 года появилась официальная информация о том, что между станцией Железнодорожная и остановочным пунктом Кучино Горьковского направления Московской железной дороги, в рамках реализации МЦД-4, запланировано строительство остановочного пункта.
В январе 2022 года было начато строительство, а через несколько месяцев, 15 июня того же года, остановочный пункт был открыт с обустройством пассажирской инфраструктуры по временной схеме. На время реконструкции станции Железнодорожная (и связанных с этим ограничений на приём пассажиров) Ольгино призвано разгрузить пассажиропоток.
На остановочном пункте планируется строительство одной островной платформы с навесом во всю длину, а также надземного перехода-конкорса площадью 2000 кв. м с 3 лифтами и 8 эскалаторами для выхода к Носовихинскому шоссе и ул. Молодой Ленинец. Постоянная платформа станции открылась 9 сентября 2023 года уже в составе МЦД-4.

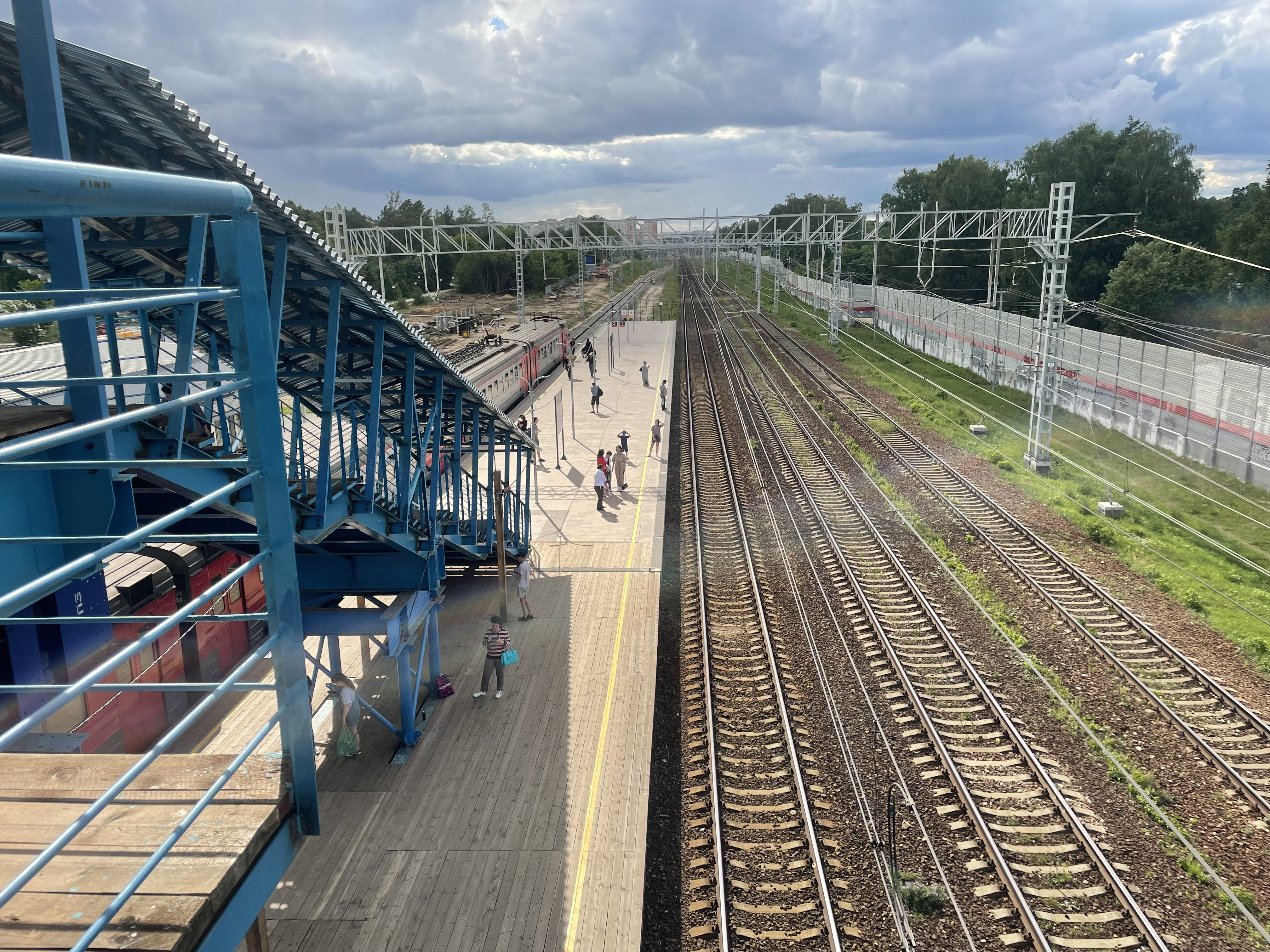
Вид в сторону платформы Кучино, 2022 г.
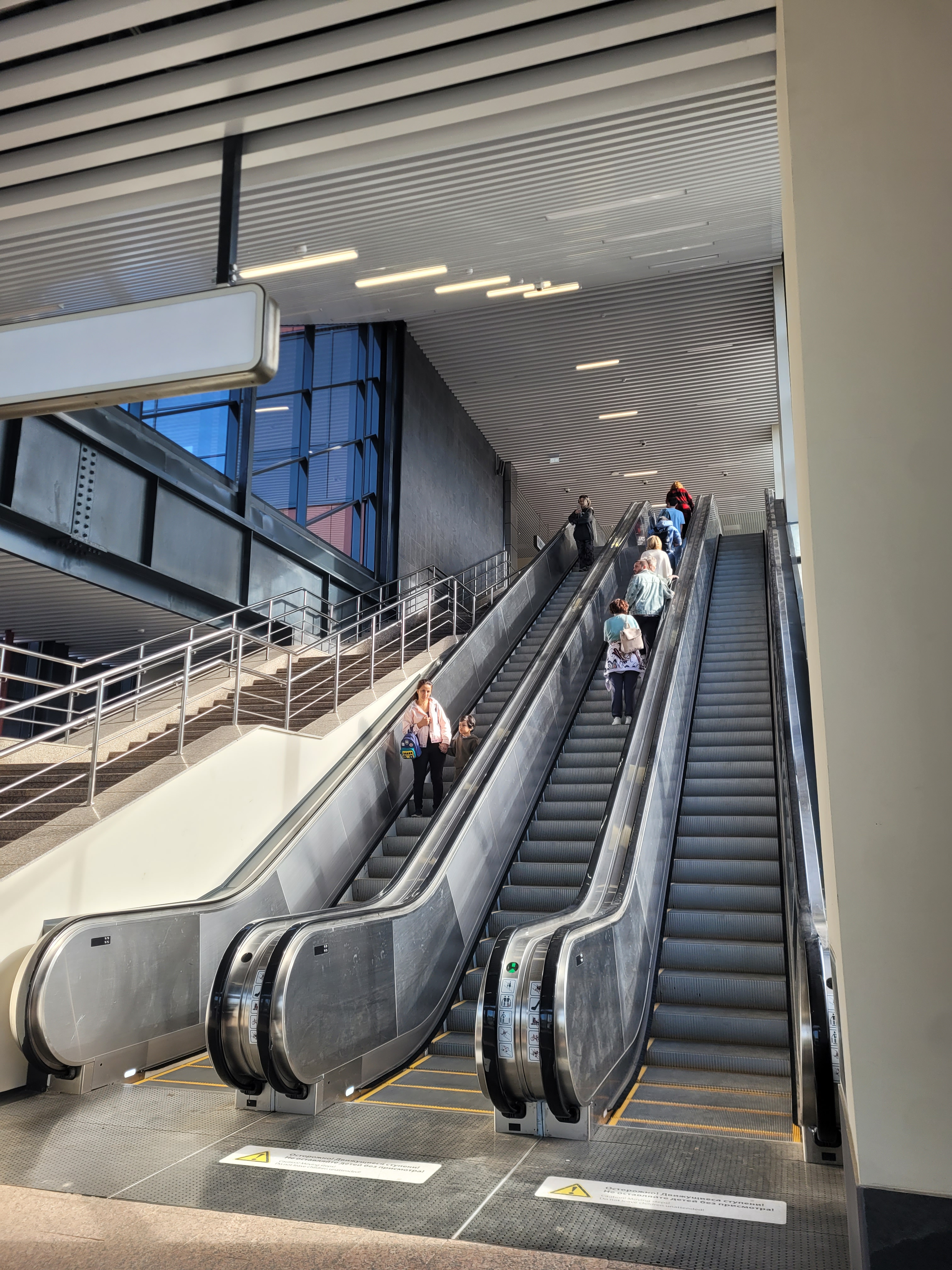
Эскалаторы на станции, 2023 г.

## Описание
Платформа находится между платформой Кучино и станцией Железнодорожная в микрорайоне Керамик. Южнее остановочного пункта располагается автобусная остановка «Платформа Ольгино» (на которой можно осуществить пересадку на городские автобусы), севернее — улица Молодой Ленинец микрорайона Кучино Балашихи и Кучинский лесопарк.
Остановочный пункт состоит из одной островной платформы длиной 180 метров и надземного пешеходного перехода, соединяющего платформу с турникетными павильонами, обеспечивающими выход к Носовихинскому шоссе и улице Молодой Ленинец. Остановочный пункт оборудован турникетами.

## Пассажирское движение
Остановочный пункт обслуживает поезда линии МЦД-4, а также электропоезда, следующие по Горьковскому направлению.
Экспрессы и поезда дальнего следования следуют через остановочный пункт без остановки.